# Офелі-Сірієлль Етьєн
Офелі-Сірієлл Етьєнн  (фр. Ophélie Etienne, 9 вересня 1990) — французька плавчиня, олімпійська медалістка.

## Виступи на Олімпіадах
| Олімпіада   | Дисципліна                            | Місце |
| ----------- | ------------------------------------- | ----- |
| Пекін 2008  | плавання на 200 метрів вільним стилем | 7T    |
| Пекін 2008  | естафета 4 × 100 вільним стилем       | 6     |
| Пекін 2008  | естафета 4 × 200 вільним стилем       | 5     |
| Лондон 2012 | плавання на 200 метрів вільним стилем | 18    |
| Лондон 2012 | естафета 4 × 200 вільним стилем       | 3     |

## Зовнішні посилання
- Досьє на sport.references.com [Архівовано 17 квітня 2020 у Wayback Machine.]